# ميدان الحرية

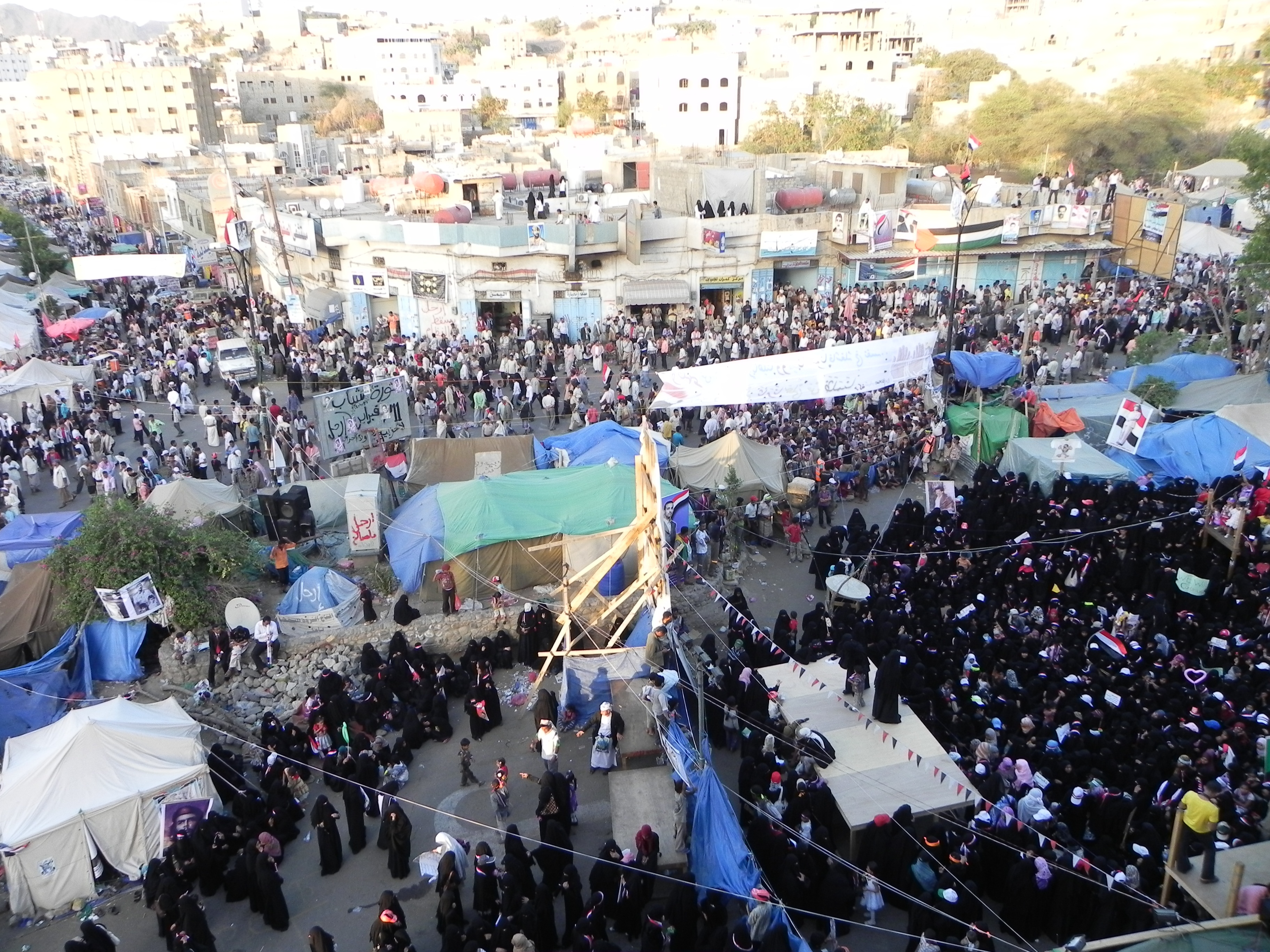
ميدان الحرية بتعز.

ميدان الحرية (أو ساحة الحرية) في تعز: اسم أطلقه شبان اليمن (المتظاهرون لإسقاط نظام الرئيس السابق علي عبد الله صالح) على شارع صافر بمدينة تعز اليمنية دون معرفة وموافقة السلطة المحلية أثناء ثورة الشباب اليمنية.
فقد قامت قوات الأمن بتفريق المتظاهرين أثناء ثورة الشباب اليمنية (التي اندلعت مطلع عام 2011م) من أمام مبنى محافظة تعز ومن ميدان التحرير بقلب المدينة فاستقر بهم المقام في تلك الساحة الرئيسة في قلب المدينة يوم السبت 12 يناير 2011م، ليكون مكاناً لاعتصامهم ومنطلقاً للمظاهرات.
ورغم قصر المدة الزمنية على إطلاق الاسم بات شارع صافر (سابقاً)، ميدان الحرية (حالياً)، معروفاً لدى سكان مدينة تعز بل المحافظة بأكملها وأصبح حديث كل المجالس أثناء تلك الثورة التي نادت بإسقاط النظام.

## ثورة الشباب اليمنية
عقب نجاح ثورة 25 يناير في مصر بإسقاط نظام حسني مبارك وقبلها الثورة الشعبية في تونس كانت محافظة تعز السباقة في تنظيم المسيرات المطالبة برحيل نظام الرئيس علي عبد الله صالح في اليمن، وقد أطلق عليها اليمنيون مسمى «إسكندرية اليمن» نظراً لأوجه الشبه بين سكان المدينتين في محاولة إسقاط النظامين. وظهرت في المدينة منذ البداية حركات شبابية تعتنق الفكر الثوري وتؤمن به ومنها «حركة الشعب يريد التغيير» و«تجمع شباب من أجل التغيير» و«حركة ارحل» و«حركة الشباب الشعبية بتعز». ولوحظ بهذه الحركات اقتداؤها بثورة الشباب المصرية في الوسيلة والهدف، وتجلى ذلك في أخذها بزمام المبادرة في التغيير من خلال الإصرار الصلب على استمرار الاعتصامات حتى «النصر». فكان الزائر لميدان الحرية بتعز يلمس انتشار خيام المعتصمين ووجودهم في البنايات الجاري تشييدها في الميدان وتمسكهم بالبقاء أطول فترة ممكنة حتى يتحقق هدفهم المنشود «إسقاط النظام».

## المعتصمون داخل الميدان

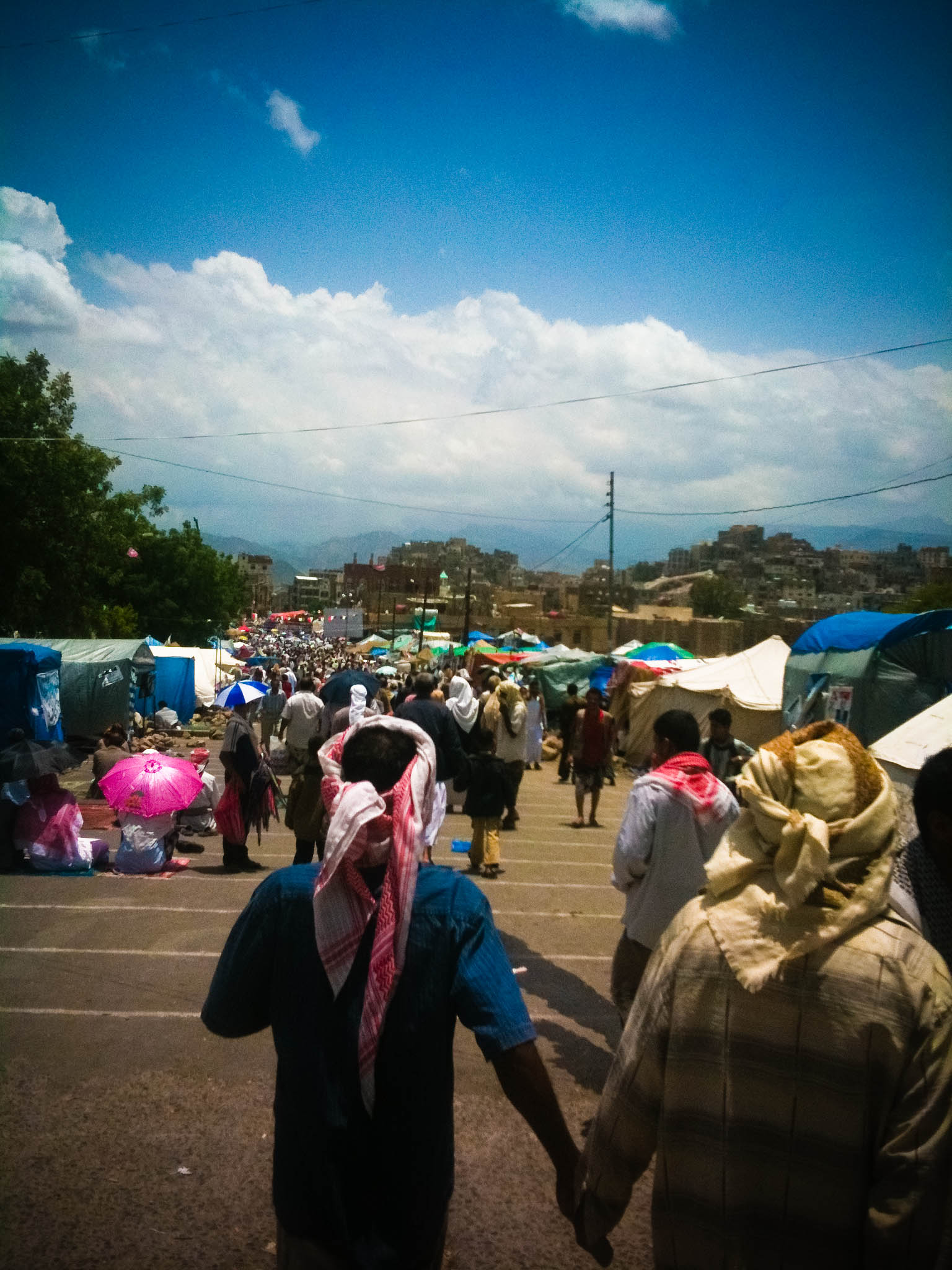
المعتصمين في تعز

شهد هذا الميدان الواقع بقلب مدينة تعز انضمام معتصمين من مختلف شرائح المجتمع. كما كانت خيام المشاركين حسب انتماءاتهم المهنية، فإحداها كتب عليها خيمة دكاترة جامعة تعز وأخرى للمحامين وثالثة للمعلمين ورابعة للمثقفين. وانضمت إليهم أيضاً النقابات المهنية مثل نقابة الصيادلة والمهن الطبية ونقابة المهندسين، ومنظمات المجتمع المدني، وطلبة المدارس الثانوية، وشيوخ وأحزاب سياسية وأعضاء في المجلس المحلي، وقيادات في تكتل أحزاب اللقاء المشترك المعارض. وتوافد أيضاً مواطنون من مختلف المحافظات ومن سنحان، مسقط رأس الرئيس اليمني السابق علي عبد الله صالح للمشاركة في المظاهرات والاعتصام.

## معركة تعز واحراق ساحة الحرية
معركة تعز بدأت خلال ثورة الشباب اليمنية في 2011م بين القوات الموالية للرئيس السابق علي عبد الله صالح والمعارضة، مدعومة ببعض رجال القبائل المسلحين والجنود المنظمين للثورة في مدينة تعز.
أعتصم المتظاهرين في الساحة الرئيسية في المدينة منذ بدء الانتفاضة ضد حكم الرئيس صالح والذي أطلق عليه المتظاهرين اسم ميدان الحرية. كانت المظاهرات سلمية معظمها. ومع ذلك، تغيرت في 29 مايو، عندما بدأ الجيش عملية لسحق الاحتجاجات وإخراج المتظاهرين من اعتصامهم في ميدان الحرية. أطلقت القوات الذخيرة الحية على المتظاهرين ورشتهم بخراطيم المياه وقامت بأحراق خيامهم واخلاء الساحة بالجرافات التي دهست بعض من المعتصمين. ووصفت المعارضة الحادثة كمذبحة.
استمرت الاشتباكات الشوارع وبلغ عدد القتلى إلى 31 مايو بين المتظاهرين بين 28 و64.
في 2 يونيو، بدأ المتظاهرين المسلحين بالنزول للشوارع لأول مرة ولقي اثنان منهم مصرعهما مع ثلاثة جنود، في تبادل لإطلاق النار. في 7 يونيو، قام حوالي 400 من مسلحين المعارضة بطرد قوات الأمن من تعز والسيطرة على المدينة. وبعد ذلك، يحاول الجيش التجمع خارج المدينة للتجهيز لهجوم مضاد. خلال الاشتباكات، أطلقت دبابة قريبة من قصر الرئاسة قذيفة على مبنى سكني مما أسفر عن مقتل أربعة أشخاص، بينهم ثلاثة أطفال.

## جمعة لا حصانة للقتلة

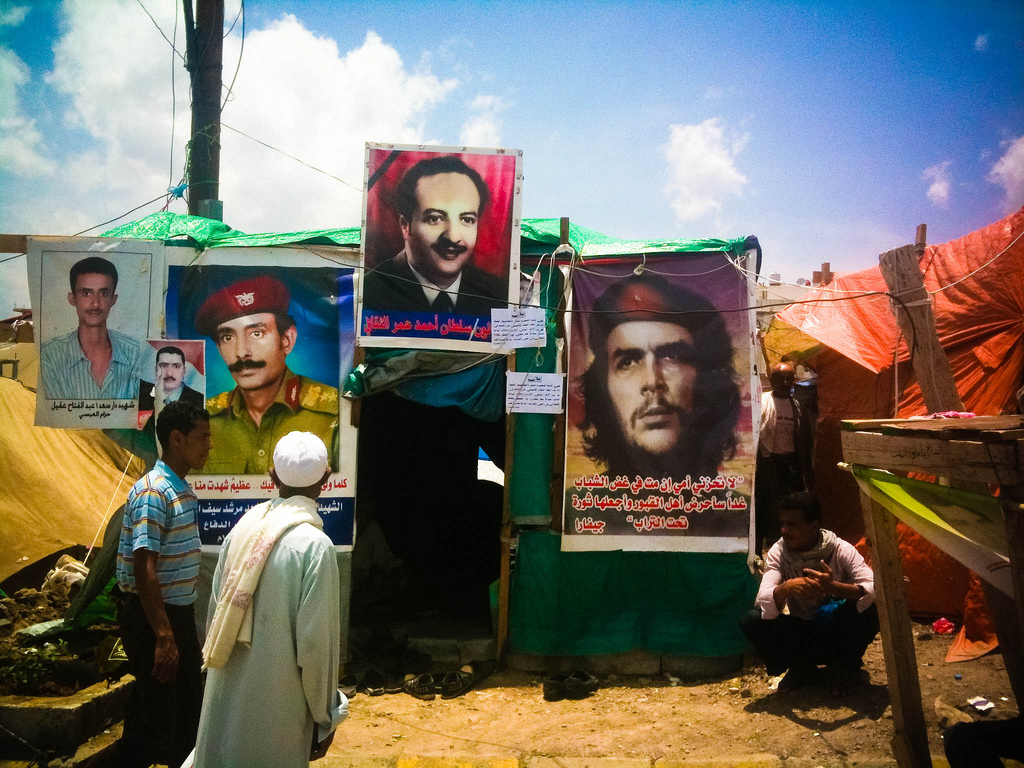
من ميدان الحرية بتعز (20 مايو 2011)

في 11 نوفمبر 2011 قتل ما لا يقل عن 17 مدنيا وأصيب حوالي 50 من القصف المدفعي من قبل القوات المؤيدة لصالح في مدينة تعز، وبين الضحايا أربع نساء  ثلاث منهن سقطن داخل ساحة الاعتصام في قصف بالرشاشات الثقيلة على قسم من الساحة مخصص للنساء فيما سقطت امرأة رابعة في حي الحصب إثر سقوط قذيفة على منزلها، وطال القصف مستشفى الروضة الأهلي الذي نُقل إليه عدد من الجرحى، واضطر المعالجون إلى نقل الجرحى للطابق الأرضي لحمايتهم من القصف العنيف الذي أصاب الطابقين الرابع والثالث بأضرار كبيرة.
وأكد مصدر طبي للجزيرة نت أن من بين القتلى التسعة طفلا في التاسعة من عمره، إضافة إلى أكثر من 22 شخصا ما زالوا يتلقون العلاج في المستشفى جراء الجروح التي أصيبوا بها. وكانت قوات من الحرس الجمهوري قد قصفت بالدبابات والمدفعية عددا من المناطق شمالي مدينة تعز، مما أدى إلى مقتل طفل وجرح أكثر من عشرة آخرين.
وجرى ذلك بعد يوم من بدء مبعوث الأمم المتحدة مهمة جديدة لدفع الرئيس علي صالح للاستقالة في اطار خطة السلام المدعومة من الخليج. انطلق عشرات الآلاف في احتجاجات ضد صالح، مطالبين إلى تقديمه للمحاكمة بتهمة ارتكاب جرائم ضد الإنسانية.

## الإلهام لباقي المحافظات
كان ميدان الحرية بتعز النبراس والقدوة للمدن الأخرى، فالعاصمة صنعاء شهدت هي الأخرى اعتصاما مشابها في الساحة أمام جامعة صنعاء ثم أطلقوا على تلك الساحة اسم ساحة التغيير.

## النشاطات داخل الميدان
ميدان الحرية أصبح كخلية نحل يكتظ بخيام المعتصمين وغدا المكان المفضل لترديد النكات الساخرة عن النظام وسوقا رائجة للباعة المتجولين الذين يعرضون بضاعتهم ومستلزمات البقاء في الميدان. كما صار المعتصمون يقيمون الصلوات الخمس في الميدان بالإضافة إلى صلاة الجمعة. وارتفعت اللافتات والشعارات المعبرة عن مطالب الشبان الراغبين في التغيير. وكانت نقابة المحامين اليمنيين بتعز قد أعلنت من قلب الميدان إنشاء غرفة عمليات لتلقي البلاغات والشكاوى بخصوص أي اعتداءات أو انتهاكات تطال المعتصمين، عبر لجان ميدانية متواجدة في الساحة بشكل متواصل.
كما أصبح الميدان قبلة الأدباء والشعراء والفنانين، ومنه انطلقت حملة جمع 10 ملايين توقيع تطالب برحيل الرئيس السابق علي عبد الله صالح.